# Distretto di Bilozerka
Il distretto di Bilozerka (in ucraino Білозерський район?) era un distretto (rajon) dell'Ucraina, situato nell'oblast' di Cherson. Il suo capoluogo era Bilozerka.
È stato soppresso con la riforma amministrativa del 2020.